# Johann Doser (Bildhauer)
Johann Doser (auch Johann Dosser; * um 1688; † 20. November 1746 in Kitzingen) war ein Bildhauer aus der bayerischen Künstlerfamilie Doser. Seine Arbeiten haben sich vor allem im Gebiet des ehemaligen Hochstifts Würzburg erhalten.

## Leben
Johann Doser entstammte der Ehe des Johann oder Hans Adam Doser mit dessen zweiter Frau Kunigunde. Er wurde um 1688 geboren. Die Familie lebte damals in Schnaittach im heutigen Mittelfranken, stammte allerdings ursprünglich aus dem oberpfälzischen Degelsdorf. Der Vater war als Kunsthandwerker, vor allem als Schreiner tätig. Zu den älteren Brüdern und Halbbrüdern Dosers gehören der ebenfalls als Bildhauer tätige Johann Michael Doser und die beiden Schreiner Johann Melchior und Johann Konrad. Letzterer heiratete 1718 in Kitzingen, wobei Johann Doser als Trauzeuge auftrat.
Im Jahr 1716 ist Johann Doser erstmals in Kitzingen nachweisbar, das Amtsstadt im Hochstift Würzburg war. Georg Menth vermutet, dass Doser als Geselle von Balthasar Esterbauer in das Gebiet des Würzburger Fürstbischofs gekommen war. Mit dem Tod des Kitzinger Bildhauers Johann Schneider am 28. November 1716 übernahm er dessen Werkstatt in der Stadt. Zuvor hatte er bereits die aus der Würzburger Sanderstraße stammende Maria Barbara geheiratet. 
Johann Doser wirkte als Altarbauer und Dekorateur vor allem in den zum Landgebiet des Fürstbistums gehörenden Gemeinden. Dabei umfasste sein Wirkungsradius allerdings auch Orte im Taubertal, die über die Transportmöglichkeiten auf dem Main erreicht werden konnten. Mit Arbeiten an der Bauornamentik in der Klosterkirche Ebrach wurde Doser 1716 bzw. 1717 erstmals als Künstler fassbar, später ist er auch an der Baustelle der Würzburger Residenz nachgewiesen. Doser gehörte zu den kleineren Handwerkern in der Stadt Kitzingen und besaß 1724 ein Haus in der Rosengasse, das mit einer Hypothek belastet war.
Der Bildhauer unterhielt enge Beziehungen in die Bistumsmetropole Würzburg. So trat im Jahr 1728 die Ehefrau des Würzburger Bildhauers Johann Michael Gerst als Taufpatin für ein Kind Dosers auf. Am 12. Mai 1745 verkaufte Johann Doser sein Haus in Kitzingen an den Maler Christian Urlaub, der aus der Künstlerfamilie Urlaub aus dem Umland von Würzburg stammte. Vermutlich war Doser zu diesem Zeitpunkt schon erkrankt. Der Bildhauer starb am 20. November 1746 mit 58 Jahren in Kitzingen.

## Werke (Auswahl)

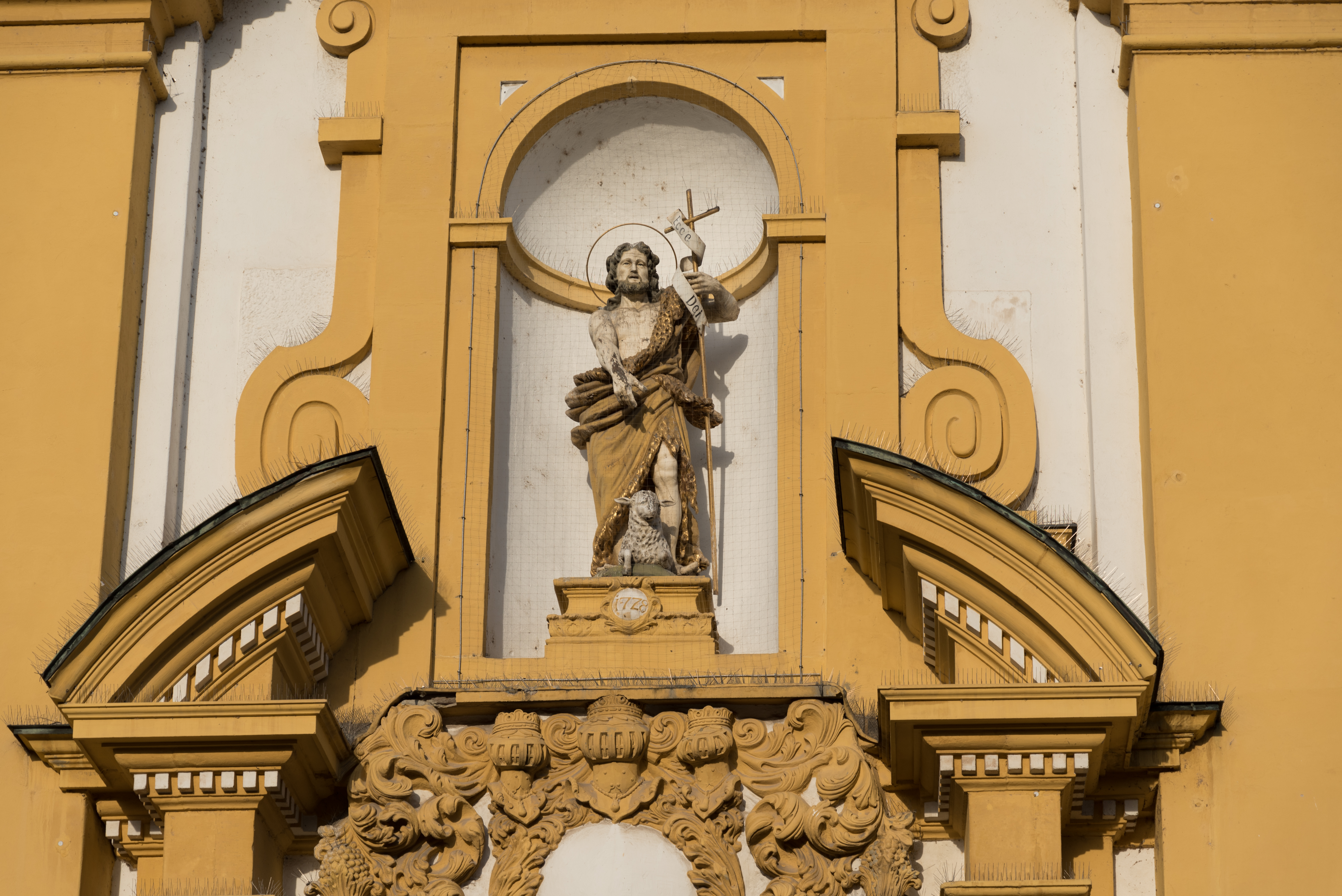
Die Johannesfigur an der ehemaligen Ursulinenkirche in Kitzingen

- 1718, Sulzfeld am Main, Hausfigur Madonna
- 1719/25, Marktbreit, Bauzier Haus Wertheimer, Haus zur Groe
- 1720, Kitzingen, Ursulinenkirche, Fassadenfigur
- 1735/1737, Bütthard, Frauenkapelle, Hochaltar, Seitenaltäre
- 1739, Gelchsheim, Freifigur Johann Nepomuk
- 1739, Bolzhausen, Prozessionskreuz
- 1740–1741, Gaukönigshofen, Jakobuskirche, u. a. Kirchenstühle, Chorstühle, Auferstandener, Kirchhofstor
- 1744, Mergentheim, Schöntaler Hof, u. a. Hochaltar, Portalwappen
- 1744, Lauda, Marienkirche, Hochaltar[3]